# Paranoia (banda argentina)
Paranoia es una banda de rock Argentina.

## Historia
Paranoia es un power trío con orígenes en la ciudad de San Carlos Centro (Santa Fe). La banda fue fundada en el año 2002 y se enmarca en un estilo propio influenciado por bandas de los 70 definiendo su género con conceptos más actuales. Paranoia se caracteriza por la fuerte energía que transmite en sus discos y en las performance contundente de cada show.
En el año 2006 edita su primer trabajo discográfico titulado 'No hay que ceder', con 8 temas de autoría propia. En el 2010 edita su segundo disco de estudio, “Fuego Original”, con un estilo más sólido y definido, el mismo contiene 11 temas compuestos, arreglados y producidos por Paranoia.

## Miembros
- Santiago Periotti: Voz, guitarra y mandolín.
- Walter Volken: Bajo.
- Matías Volken: Batería y percusión.

## Discografía

### Álbumes
- No Hay Que Ceder - 2006
- Fuego Original - 2010
- A Metros Del Sol - 2015